# Église Saint-André de Villaines-les-Rochers
Pour les articles homonymes, voir Église Saint-André.
L'église Saint-André de Villaines-les-Rochers est une église paroissiale affectée au culte catholique dans la commune française de Villaines-les-Rochers, dans le département d'Indre-et-Loire.
L'édifice roman est très largement remanié au XIXe siècle et ses murs murs intérieurs sont alors entièrement recouverts de peintures représentant des scènes religieuses. Il est classé comme monument historique en 2002.

## Localisation
L'église de Villaines-les-Rochers est construite dans le chef-lieu communal, sur la rive gauche d'un petit ruisseau qui traverse le bourg. Elle est édifiée sur le flanc du coteau, sa partie orientale reposant sur un remblai retenu par une terrasse. La façade de sa nef est orientée au sud-est et son chœur au nord-ouest.

## Histoire

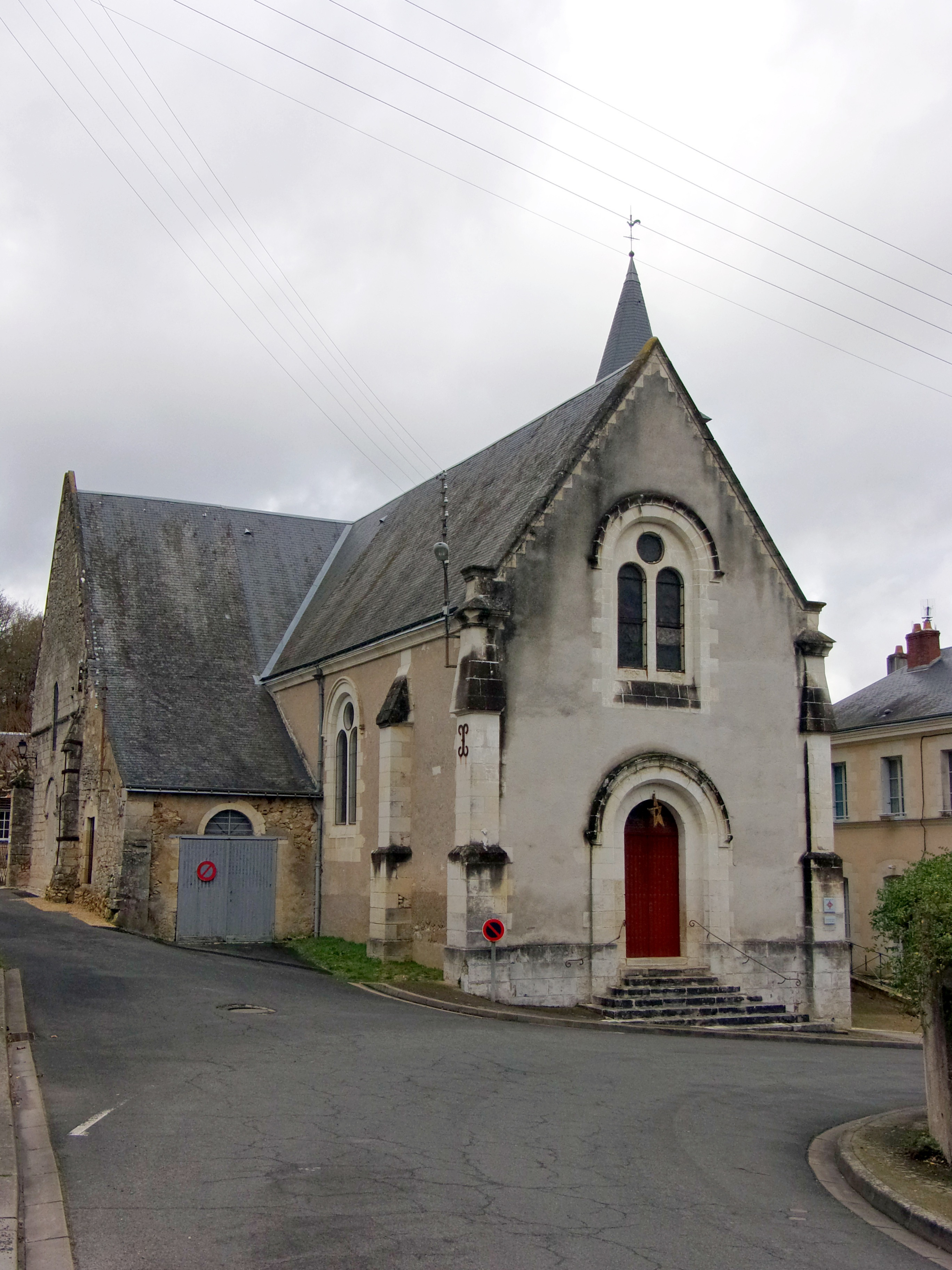
L'église vue du sud.

Dès 1139, Villaines-les-Rochers est mentionnée, dans le cartulaire de l'abbaye Saint-Paul de Cormery, comme un prieuré rattaché à cette abbaye.
L'église romane du XIIe siècle dénommée ecclesia Sancta Maria de Villena dans les chartes de l'abbaye de Saint-Martin de Tours, est orientée nord-est–sud-ouest. Il est même possible que son abside parementée en petit appareil soit encore plus ancienne (Xe ou XIe siècle). Au XIXe siècle, l'abbé Jean-Laurent Chicoisne, curé de Villaines-les-Rochers, souhaite faire agrandir l'église romane.
Le projet prend corps en 1859 sur des plans de l'architecte diocésain Gustave Guérin et l'ancienne église sert de base à la construction d'un nouvel édifice orienté cette fois nord-ouest–sud-est. Une nouvelle nef est construite au sud de l'ancienne dont la porte occidentale est murée, un nouveau chœur prend place au nord de l'ancienne église qui devient en quelque sorte le transept de la nouvelle. Le clocher du XIIe siècle reste en place.
L'église est classée comme monument historique en novembre 2002.

## Architecture et mobilier
Le pignon occidental de l'ancienne église romane, qui était sa façade, est surélevé et le portail muré, mais la baie en plein cintre qui surmonte cette ouverture est préservée. À l'est, l'ancienne abside romane est condamnée par un mur moderne qui la sépare de l'ancien chœur et elle est arasée sur une partie de sa hauteur. Le nouveau volume ainsi obtenu fait office de transept pour la nouvelle église.
L'intégralité des murs et de la fausse voûte sont recouverts de peintures exécutées par Louis Marie Charles de Bodin, comte de Galembert. Exécutées par entre 1859 et 1870 au fur et à mesure des dons qui les finances, elles sont considérées comme un « catéchisme en images » qui s'inscrit le mouvement de retour aux croyances essentielles de l'Église professé par Pie IX. Le comte de Galembert, inaugurant à Villaines-les-Rochers cette nouvelle technique picturale, souhaite faire de l'église une vitrine de son art. Les vitraux sont exécutés par Julien-Léopold Lobin et l'atelier Fournier.

## Pour en savoir plus